# Anisoptera thurifera
Anisoptera thurifera är en tvåhjärtbladig växtart. Anisoptera thurifera ingår i släktet Anisoptera och familjen Dipterocarpaceae.

## Underarter
Arten delas in i följande underarter:
- A. t. polyandra
- A. t. thurifera

## Bildgalleri

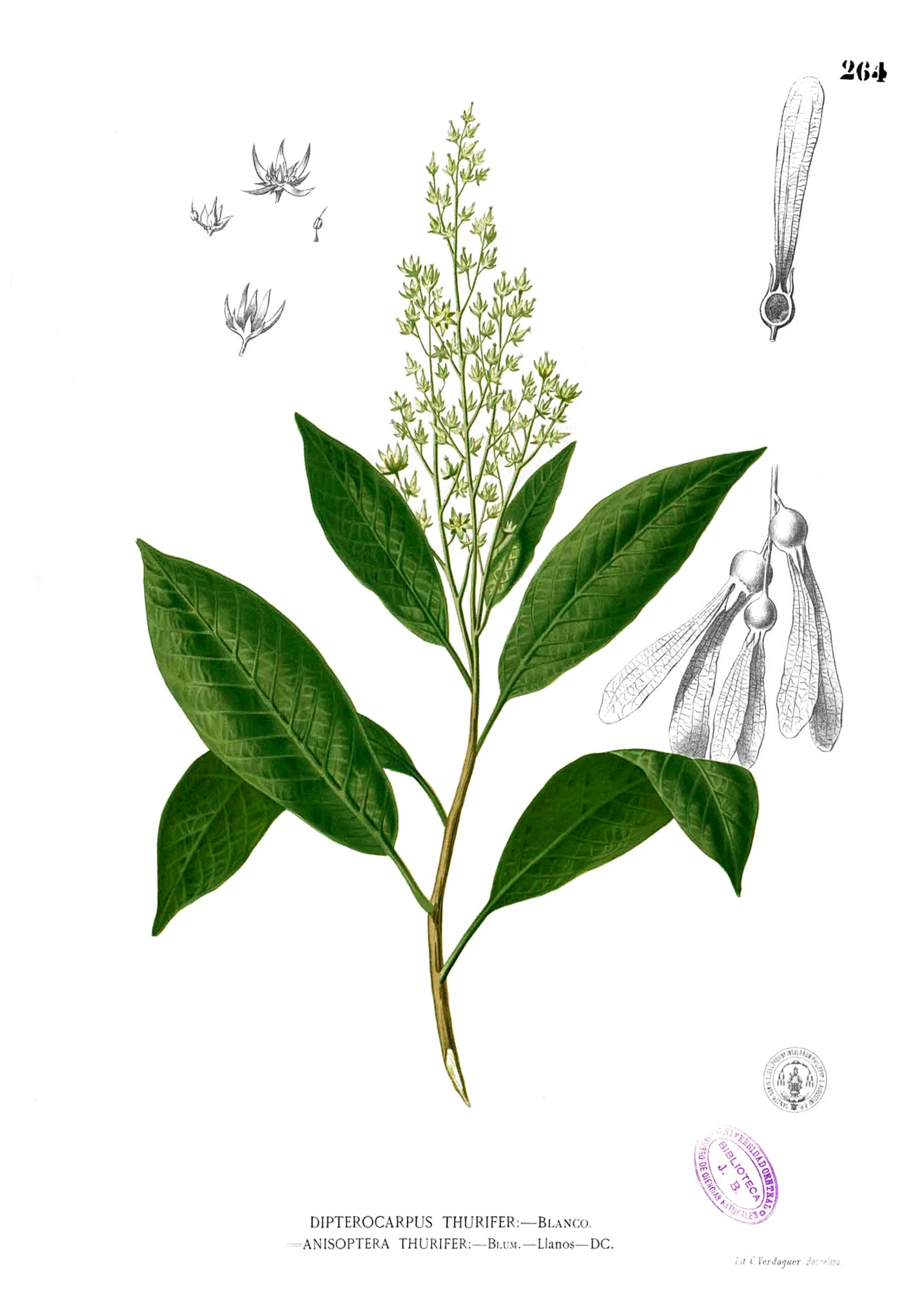